# Herpetoreas
Herpetoreas är ett släkte ormar i familjen snokar. Arterna ingick tidigare i släktet Amphiesma.
Arterna är med en längd mellan 75 och 150 cm medelstora ormar. De förekommer i Asien från Pakistan, Nepal och södra Kina till Myanmar. Habitatet utgörs av skogar och jordbruksmark. Dessa ormar jagar groddjur, ödlor, fiskar och mindre däggdjur. Honor lägger ägg.
Släktet utgörs av tre arter:
- Herpetoreas burbrinki
- Herpetoreas platyceps
- Herpetoreas sieboldii